# 亞羅奇謝
50°56′22″N 29°11′52″E / 50.93944°N 29.19778°E
亞羅奇謝（烏克蘭語：Ярочище），是烏克蘭北部的村莊，隸屬日托米爾州的科羅斯滕區。該村始建於1964年，面積0.24平方公里，海拔高度168米，2001年人口14，人口密度每平方公里57.38人。